# ماري من برابانت، إمبراطورة رومانية مقدسة
ماري من برابانت (بالألمانية: Maria von Brabant)‏ (1190 - مايو/يونيو 1260)؛ هي إمبراطورة رومانية مقدسة وملكة ألمانيا القرينة باعتبارها الزوجة الثانية لإمبراطور أوتو الرابع من 1214 حتى 1215، وأيضا بين عامي 1220 حتى 4 فبراير 1222 أصبحت الزوجة الثانية لـ ويليام الأول من هولندا.
ماري هي الابنة الكبرى لـ هنري الأول دوق برابانت ومود من بولوني حفيدة ستيفن ملك إنجلترا.